# Кордунски Љесковац
Кордунски Љесковац је насељено мјесто у општини Раковица, на Кордуну, Карловачка жупанија, Република Хрватска. Село је смјештено уз границу са Босном и Херцеговином и до 1991. године административно је припадало општини Слуњ. Ово село је сједиште парохије коју осим Љесковца чине и Нова Кршља, Басара и Корански Луг. До 1991. у Љесковцу је радила и осморазредна основна школа. Према попису из 2011. године у селу живи укупно 18 становника и сви су старији од 50 година.

## Географија

### Положај
Кордунски Љесковац се налази у општини Раковица. Од сједишта општине удаљен је 14 километара према истоку. Сусједна села су му Нова Кршља, Јамарје и Басара (Хрватска) и Тржачка Раштела, Ћехићи, Тржац и Црнаја (Босна и Херцеговина). Љековац је смјештен са лијеве стране ријеке Коране, која је уједно и граница са Босном и Херцеговином. Данас више није у функцији мост преко Коране, који је до 1991. године служио као прелаз у сусједну Цазинску и Бихаћку крајину.
Крајолик у коме је смјештено село је брежуљкаст, прекривен претежно листопадним шумама, са надморском висином до 326 m. Уз Корану се простире узак појас плодне равнице алувијалног тла тзв. баре и луке. Село захвата површину од укупно 9,6 km2.

### Клима
На овом простору превладава умјерена континентална клима са свјежим љетима и хладним зимама с количином падавина од 1200 mm равномјерно распоређених током цијеле године. Током године има више од 130 кишних дана. По климатским обиљежјима подручје Кордунског Љесковца је умјерено топло подручје, са средњом годишњом температуром ваздуха од 10,1 °C. Најхладнији је мјесец јануар са средњом мјесечном температуром од –0,5 °C, а најтоплији је мјесец јул са средњом мјесечном температуром од 19,7 °C. Најнижа просјечна температура је –22°, а највиша 38 °C.

### Привреда
Основна дјелатност овога краја је пољопривреда, сточарство и шумарство. Становништво Љесковца и сусједних села у периоду до 1991. године је улагало доста труда и у воћарство, те је већина домаћинстава имала значајне површине засада воћа и то претежно шљивика. Једна од посљедица рата од 1991. до 1995. године је и то што је дошло до измјене демографске структуре. У селу сада живи 18 становника старијих од 50 година, па је и привредна дјелатност занемарива. Потенцијал села данас лежи у развоју туризма, јер се општинско подучје Раковице граничи са Националним парком Плитвице. Осим тога у овом крају налаз се и и неколико пећина од којих су најпознатије Бараћеве пећине у Новој Кршљи, Јанковића пећина у Садиловцу и Божића пећина у Кордунском Љесковцу, а то даје прилику за развој спелеолошког туризма.

## Историја

### Период прије Војне крајине
Територија Дрежничке жупаније, на којој се налазио Кордунски Љесковац, била је у власништву више хрватских племићких породица. Средином 13. вијека је власт у овим крајевима била у рукама Нелипића, а од 1292. године цијела жупа је припадала породици Бабонић. Бабонићи су њоме владали све до 1323. године, када је власт прешла у руке породице Франкопан. Ова хрватска племићка породица је господарила и сусједном тврђавом Тржац, те по њој једна грана ове породице носи назив кнезови Тржачки. Осмалије су почеле у те крајеве продирати 1530. године, када су по први пут похарали Тржац. Овај крај све до краја 16. вијека био на честом удару турских пљачкашких чета, те је зато послије 1590. године потпуно опустио.. Од средине 17. вијека Турци су почели обнављати тврђаву Тржац и насељавати њену околину. Осим Тржца Османлије су господариле и сусједним крајевима преко Коране све до Свиштовског мира.

### Период Војне крајине
Послије Свиштовког мира Војној крајини су припојене области око Цетинграда и Дрежника, као и области око Лапца и Срба. Разграничавање са Османским царством је завршено 1795. године.
Аустријско-турски рат је био повод да много народа пређе из Османске у Хабсбуршку царевину. У Дрежничком котару насељено је у то вријеме шест села тзв. новоселија: Љесковац, Грабовац, Садиловац, Ваганац, Дрежник и Решетар. У Љесковцу је насељено 50 породица на 4800 рали (27,6 km2) земље, од које је око 1300 рали било добре и плодне земље.
Кордунски Љесковац је, по наводима Франца Јулијуса Фраса 1835. године, служило као војна стража. Турци су село похарали два пута, 1809. и 1813. године. Послије тога у селу је остало 64 куће, односно 838 становника. Село је било сједиште парохије, а сви становници су били православне вјере. Црква Светог пророка Илије подигнута је 1867. године. Парохији су осим Кордунског Љесковца 1871. године припала и села: Стара Кршља, Јамарје, Машвина, Раковица, Нова Кршља и Корански Луг.
Кордунски Љесковац је у погледу војне организације припадао Огулинској регименти. Као истурена предстража према турском Серхату, Љесковац је био на удару многим војскама за све вријеме постојања Војне крајине. Становништво овога краја претрпјело је многа страдања од упада Турака о чему свједоче и остаци људских кости пронађени у Божића пећини.
Након што је Војна крајина 1881. године укинута Кордунски Љесковац је ушао у састав тзв. цивилне Хрватске. Успоставом Модрушко-ријечке жупаније 1885. године Љесковац улази у њен састав и постаје дио котара Слуњ. Оваква управна подјела је остала све до пропасти Аустроугарске монархије и формирања Краљевине Срба, Хрвата и Словенаца.

### Период до Другог свјетског рата
Послије 1878. године када је Аустроугарска окупирала Босну и Херцеговину Кордунски Љесковац губи свој значај граничног стражарског мјеста. Војна крајина је укинута 1881. године село је ушло у састав Слуњског котара Модрушко-ријечке жупаније. Под крај 19. вијека и у првој деценији 20. вијека и Кордунски Љесковац и околна села захватио је талас исељавања. Разлози исељавања били су економске природе. У портази за послом многи су се иселили у Сједињене Америчке Државе. Исељеници, не ријетко ожењени људи, су радећи у иностранству издржавали породице, које су остале у завичају.
Послије слома Аустроугарске монархије 1918. године Љесковац, као и остатак јужнословенских крајева монархије улази у састав Краљевине Срба, Хрвата и Словенаца. У новој административној подјели Краљевине СХС село је од 1918. године припадало Покрајини Хрватске и Славоније па све до 1922. када је цјелокупан Слуњски котар био укључен у новоосновану Приморско-крајишку област. Од 1929. године, када је држава подјељена на бановине, Љесковац је припадао Савској бановини, а од 1939. у саставу је Бановине Хрватске све до 1941. године.

### Други свјетски рат

#### Организација отпора
Кордунски Љесковац је у току Другог свјетског рата био у саставу Независне Државе Хрватске и то у италијанској интересној области. Као и све области НДХ тако је и овај крај погодио талас усташких злочина и прогона. Највише становништва је страдало у току прве три године рата, а посебно 1942. и 1943. године. Масовна страдања српског становништва већ у првим мјесецима окупације довела су до организованог отпора. У септембру 1941. године је формиран герилски одред у Кордунском Љесковцу. Средином сепрембра у селу је фориран партизански одред „Кордунски Љесковац“ од гериских група из Црнаје и Коргунског Љесковца. За команданта је изабран Васиљ Божић, а за комесара Јосип Секулић. Од тога тренутка становништво Љесковца се активно укључује у народноослободилачки покрет под вођством КПЈ. Кордунски Љесковац тада постаје слободна територија на коју се склањало становништво из околних села.

#### Истакнути борци
Из Љесковца су били ови истакнути учесници народноослоболилачког рата: Јосип Секулић који је био први комесар партизанског одреда Кордунски Љесковац, Симо Секулић, Милан Чакширан Буџан, првоборац, народни херој и командант чете. О Милану Чакширану је спјевана и пјесма:
Мало је таквих породила жена

Као мајка Милу Чакширана

Док митраљез из бункера коси

Бомбаши му привлаче се боси

Јер наш Миле само тако ради,

Дарује му бомбу од позади.

Из бункера више пас не лаје,

Миле чети митраљезе даје.

#### Страдања становништва
Становништво Кордуна, а посебно општине Раковица поднијело је велике жртве током Другог свјетског рата. Становништво Кордунског Љесковца страдало је у масовним злочинима усташа, одвођењем у логоре и борбама са непријатељем. Осим тога доста народа је умрло од посљедица тифуса у току Четврте непријатељске офанзиве у зиму 1943. године. Тада се народ из Љесковца повлачио заједно са паризанском војском правцем: Кордунски Љесковац-Бихаћ-Босански Петровац-Дрвар-Гламоч-Ливно. Послије јењавања офанзиве преживјели су се втаћали преко Гламоча, Лапца, Коренице и Плитвичких Језера у своје пусто село. Послије ове велике бјежаније народ Кордуна, па тако и Љесковца није бјежао даље од свог завичаја до краја рата.
| Пали борци | Жетве фашистичког терора | Умрли од тифуса | Укупно |
| ---------- | ------------------------ | --------------- | ------ |
| 98         | 420                      | 164             | 682    |

#### Усташки злочини
Усташе су на српска села у општини Раковица нападали из својих утврђених упоришта у Дрежнику и Раковици, али и са босанске стране из Цазина. Током Другог свјетског рата многи усташки злочини су се десили и на овом подручју:
- Кордунски Љесковац — Дакића Гај: на прелазу преко Коране половином септембра 1941. на овом мјесту усташе су заклале 17 људи из села Рујница, Тржачка Раштела и Буковица.
- Кордунски Љесковац: 18. јула 1942. усташе из Слуња и Цазина су извршиле напад на село и у њему убиле 262 становника, од којих је већина било жена и дјеце.
- Јама Столина пећина: у лијевом кањону ријеке Коране, између Кордунског Љесковца и Бугара. На улазу у пећину усташа је сјекиром убио Евицу Растовац, стару 38 година, зато што је спријечавала бацање бомби на српске избјеглице које су се биле склониле у исту 21. јула 1942. године.
- Раковица, општинска штала: јул 1942. године, усташе су на овом мјесту погубиле укупно 326 становника села Кордунски Љесковац и Бугар.

### Период 1945-1991.
По завршетку Другог свјетског рата вратио се миран живот у ово село на Кордуну, а становништво се вратило на своја опустошена имања. Крајем августа 1945. године донесен је Савезни закон о аграрној реформи и унутрашњој колонизацији, јер је бјегством Фолксдојчера остала знатна површина плодне земље у Војводини. Аграрном реформом то је национализовано и одређено за насељавање становништва из сиромашних ктајева, а такав је те 1945. године био и Кордунски Љесковац. Из села је, према одлукама комисија, становништво колонизовано у подучје општине Сомбор, а првенство су имале породице бораца. Из Љесковца су се тада само у Чонопљу и Кљајићево код Сомбора иселиле 44 породице, односно 307 становника. Ограничења са којима су се тамо неки сусрели, али и чежња за родним крајем натјерала је поједине породице да се врате. Лоша инфраструктура и индустријка неразвијеност овога дијела Кордуна натјерала је многе у нови талас исељавања 60-их година 20. вијека. Тада се добар дио Љесковчана сели у потрази за послом првенствено у Њемачку и Француску. Исељавају се људи у пуној животној снази, а у село у демографском погледу стари. Иако је ово исељавање доносило, као и оно у САД почетком 20. вијека, економску корист оно је довело до пада природног прираштаја и значајног смањивања броја становника. По попису из 1991. године у селу је живјело 316 становника.

### Период након 1991. године
Кордунски Љесковац се од распада Југославије до августа 1995. године налазио у Републици Српској Крајини. У селу до 1995. године није било ратних окршаја, али се добар дио становника иселио из страха већ у првој години рата. Почетком августа 1995. године у село су ушле муслиманске снаге из сусједне Цазинске крајине. Пред надирањем хрватско-муслиманске војске преостало становништво се иселило већином у Србију, у околину Београда, Батајницу, Нову и Стару Пазову. Село је потпуно уништено, куће су разорене и спаљене. Обнова послије 1995. године је текла споро, тако да се у село вратио незнатан број претежно старијег становништва. Према попису из 2001. године у селу је било 3, а 2011. године 18 становника, углавном старијих од 50 година  Архивирано на веб-сајту  (25. септембар 2014). До територијалне реорганизације у Хрватској Љесковац се налазио у саставу бивше велике општине Слуњ, а данас је у саставу општине Раковица.
- Кордунски Љесковац (Растовци) — након војне акције хрватске војске у августу 1995. године
- Кордунски Љесковац (Растовци) — након војне акције хрватске војске у августу 1995. године
- Кордунски Љесковац (Растовци) — након војне акције хрватске војске у августу 1995. године

## Становништво
Према попису становништва из 2011. године, насеље Кордунски Љесковац је имало 18 становника.

### Број становника по пописима
| Националност   | 2011. | 2001. | 1991. | 1981. | 1971. | 1961. | 1953. | 1948. | 1931. | 1921. | 1910. | 1900. | 1890. | 1880. | 1869. | 1857. |
| бр. становника | 18    | 3     | 316   | 563   | 521   | 615   | 633   | 624   | 1.047 | 1.002 | 1.069 | 982   | 917   | 1.194 | 1.372 | 1.514 |

Напомена: До 1900. исказивано под именом Љесковац. У 2001. смањено издвајањем насеља Басара и Корански Луг. У 1981. и 1991. садржи податке за насеља Басара и Корански Луг.

### Национални састав
| Националност       | 1991.        | 1981.        | 1971.        | 1961.        |
| Срби               | 305 (96,51%) | 474 (84,19%) | 691 (97,59%) | 850 (99,06%) |
| Хрвати             | 3 (0,94%)    | 13 (2,30%)   | 7 (0,98%)    | 6 (0,69%)    |
| Југословени        | 5 (1,58%)    | 73 (12,96%)  | 6 (0,84%)    | 0            |
| остали и непознато | 3 (0,94%)    | 3 (0,53%)    | 4 (0,56%)    | 2 (0,23%)    |
| Укупно             | 316          | 563          | 708          | 858          |

Напомена: У табели: Национални састав, за пописне године од 1961. до 1991. садржани су подаци за новоформирана насеља: Басара и Корански Луг.

### Попис 1991.
На попису становништва 1991. године, насељено мјесто Кордунски Љесковац је имало 316 становника, сљедећег националног састава:
| Попис 1991.‍ | Попис 1991.‍ | Попис 1991.‍ | Попис 1991.‍ | Попис 1991.‍ |
| ----------- | ----------- | ----------- | ----------- | ----------- |
|             |             |             |             |             |
| Срби        | Срби        |             | 305         | 96,51%      |
| Југословени | Југословени |             | 5           | 1,58%       |
| Хрвати      | Хрвати      |             | 3           | 0,94%       |
| Муслимани   | Муслимани   |             | 1           | 0,31%       |
| непознато   | непознато   |             | 2           | 0,63%       |
| укупно: 316 |             |             |             |             |

### Презимена породица које су живјеле у овом селу
Растовац, Дакић, Гравара, Рончевић, Девић, Тумара, Ћаћић, Бјелобрк, Вукас, Гргић, Смиљанић, Гвојић, Божић, Гравара, Ковачевић, Рокнић, Граора, Пјевац, Ђермановић, Ћаћић, Кукић, Вукелић, Цвјетичанин, Секулић, Чакширан, Егић, Миљковић, Воркапић, Зобеница, Колунџија, Гојић, Кларић, Милошевић, Беук, Манојловић, Грковић, Локић, Опачић, Марјановић, Шаша, Војводић, Вучетић...

## Знамените личности
- Дара Секулић, српска пјесникиња
- Ненад Тумара, крајишки пјевач, солиста крајишких група Петрова гора и Звуци Баније.
- Милан Чакширан, учесник НОБ и народни херој Југославије.

## Извори и литература
- Vlado Božić, Ljudevit Rossi i Božićeva špilja, Srnjski zbornik 30, Senj (2003), strane 679-692.
- Манојло Бубало — Кордунаш, Из времена огулинког Кордуна за време граничарске управе, Гласник етнографског музеја у Београду, књига XX, Београд (1957), стране 186-193.
- Манојло Грбић, Карловачко владичанство, књ. 1, Карловац (1891)
- Svetozar Livada, Kordunski rekvijem,Zagreb (2008)
- Radovan Lopišić, Bihać i Bihaćka krajina, Zagreb (1890)
- Dušan D. Miljković, Stradanja u Cazinskoj krajini i antifašistička borba, Beograd (2011)
- Naselja i stanovništvo RH od 1857-2001. godine, Državni zavod za statistiku Republike Hrvatske, Zagreb, 2005.
- Адам Прибићевић, Насељавање Срба у Хрватској и Далмацији, Виндзор (1955)
- Милан Радека, Горња крајина или Карловачки генералат, Загреб (1975)
- Drago Roksandić, Srbi u Hrvatskoj od 15. stoljeća do naših dana, Zagreb (1991)
- Franz de Paula Julijus Fras, Цјеловита топографија Карловачке војне крајине, Госпић (1988)
- Шематизам православне епархије Горњекарловачке, 1871. г.
- Galib Šljivo, Prvi pokušaj Bosanskih krajišnika da vrate Cetingrad u sastav Bosanskog ejaleta (26. april 1809.-14. maj 1810.) Prilozi, 31, Sarajevo (2002), str. 111-136
- Дабић, Војин С. (2000). Војна крајина: Карловачки генералат (1530-1746). Београд: Свети архијерејски синод Српске православне цркве.